# Francesco Argentino
Francesco Argentino (Veneza, 1450 - Roma, 23 de agosto de 1511) foi um cardeal do século XVI.

## Primeiros anos
Nasceu em Veneza em Ca. 1450. Seu pai era um homem pobre e humilde de Estrasburgo (Argentinensis em latim), que adotou como sobrenome o nome de sua cidade; ele se casou com uma mulher veneziana.

## Educação
Obteve o doutorado em direito na Universidade de Pádua, para onde o Doge Giovanni Mocenigo de Veneza o enviou, reconhecendo seu extraordinário talento.

## Juventude
Retornou a Veneza após se formar e exercer a advocacia. Naquela época, o cardeal Giovanni de Médici estava exilado naquela cidade; Argentino conseguiu a benevolência do cardeal e obteve o canonicato no capítulo da catedral de S. Marco, Veneza; ou no de Pádua. Pároco de Salzano, 1494. Foi para Roma e tornou-se familiar do Cardeal Giuliano della Rovere, futuro Papa Júlio II.

## Episcopado
Eleito bispo de Concórdia em 24 de agosto de 1506; ocupou a sé até sua morte. Consagrado (nenhuma informação encontrada). Datário do Papa Júlio II.

## Cardinalato
Criado cardeal sacerdote no consistório de 10 de março de 1511; recebeu o chapéu vermelho em 13 de março de 1511; e o título de S. Clemente, 17 de março de 1511. É autor de diversas obras, entre elas um tratado sobre a imunidade eclesiástica que nunca foi impresso.
Morreu em Roma em 23 de agosto de 1511. Transferido para Concordia e sepultado em sua catedral.